# Nieuil
Nieuil ist eine französische Gemeinde mit 889 Einwohnern (Stand 1. Januar 2022) im Département Charente in der Region Nouvelle-Aquitaine (vor 2016 Poitou-Charentes); sie gehört zum Arrondissement Confolens und zum Kanton Charente-Bonnieure.

## Geographie
Der Ort liegt etwa 30 Kilometer nordöstlich von Angoulême am Son, einem Nebenfluss der Charente. Nieuil wird umgeben von den Nachbargemeinden Saint-Claud im Westen und Norden,  Terres-de-Haute-Charente im Norden und Osten, Suaux im Süden sowie Lussac im Südwesten.

## Bevölkerungsentwicklung
| Jahr                       | 1962 | 1968 | 1975 | 1982 | 1990 | 1999 | 2006 | 2019 |
| Einwohner                  | 1043 | 1021 | 941  | 931  | 954  | 907  | 927  | 932  |
| Quellen: Cassini und INSEE |      |      |      |      |      |      |      |      |

## Sehenswürdigkeiten
- Kirche Saint-Vivien aus dem 16. Jahrhundert
- Schloss Nieuil, heute Hotel, Ende des 19. Jahrhunderts erbaut

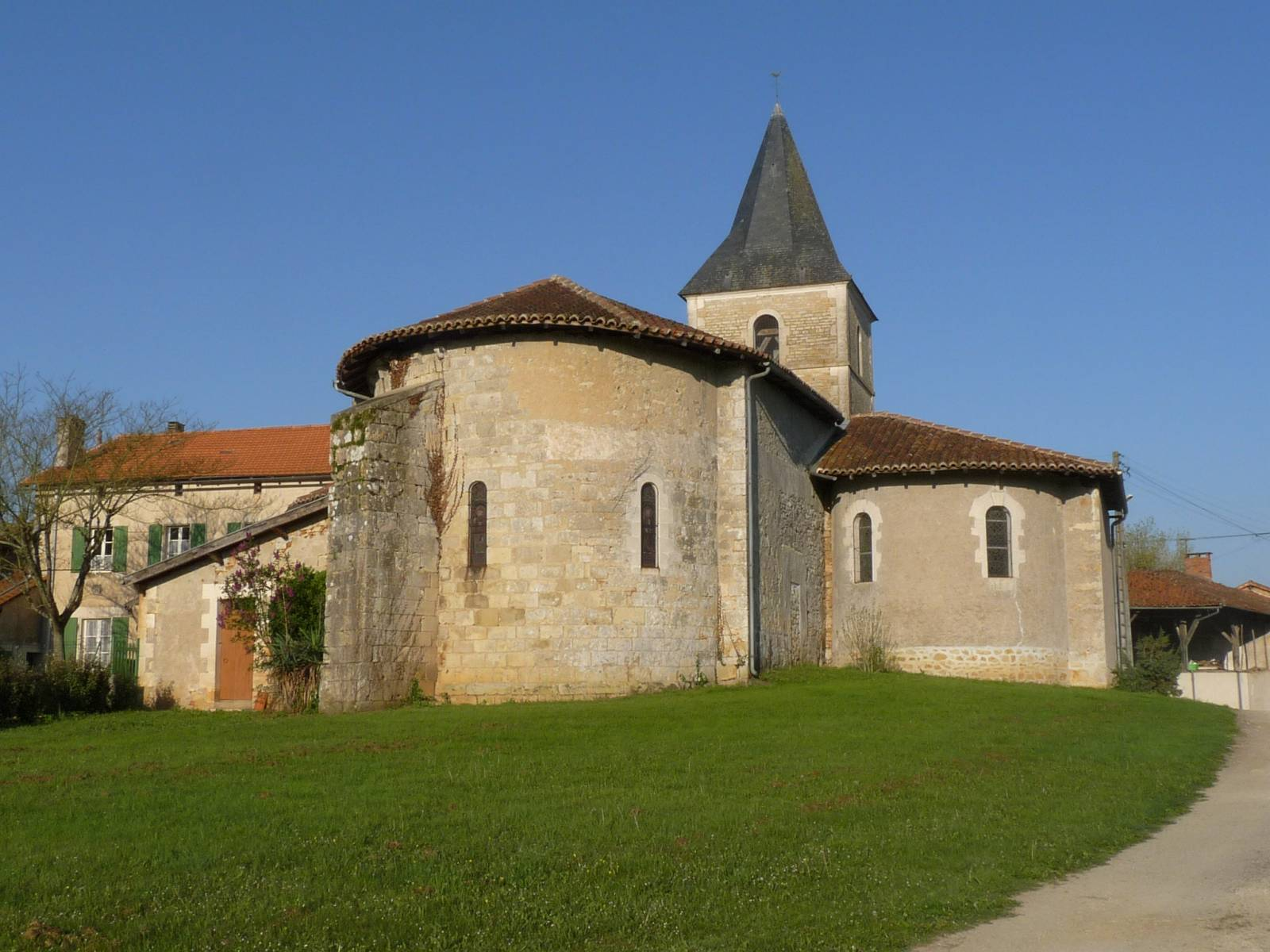
Kirche Saint-Vivien
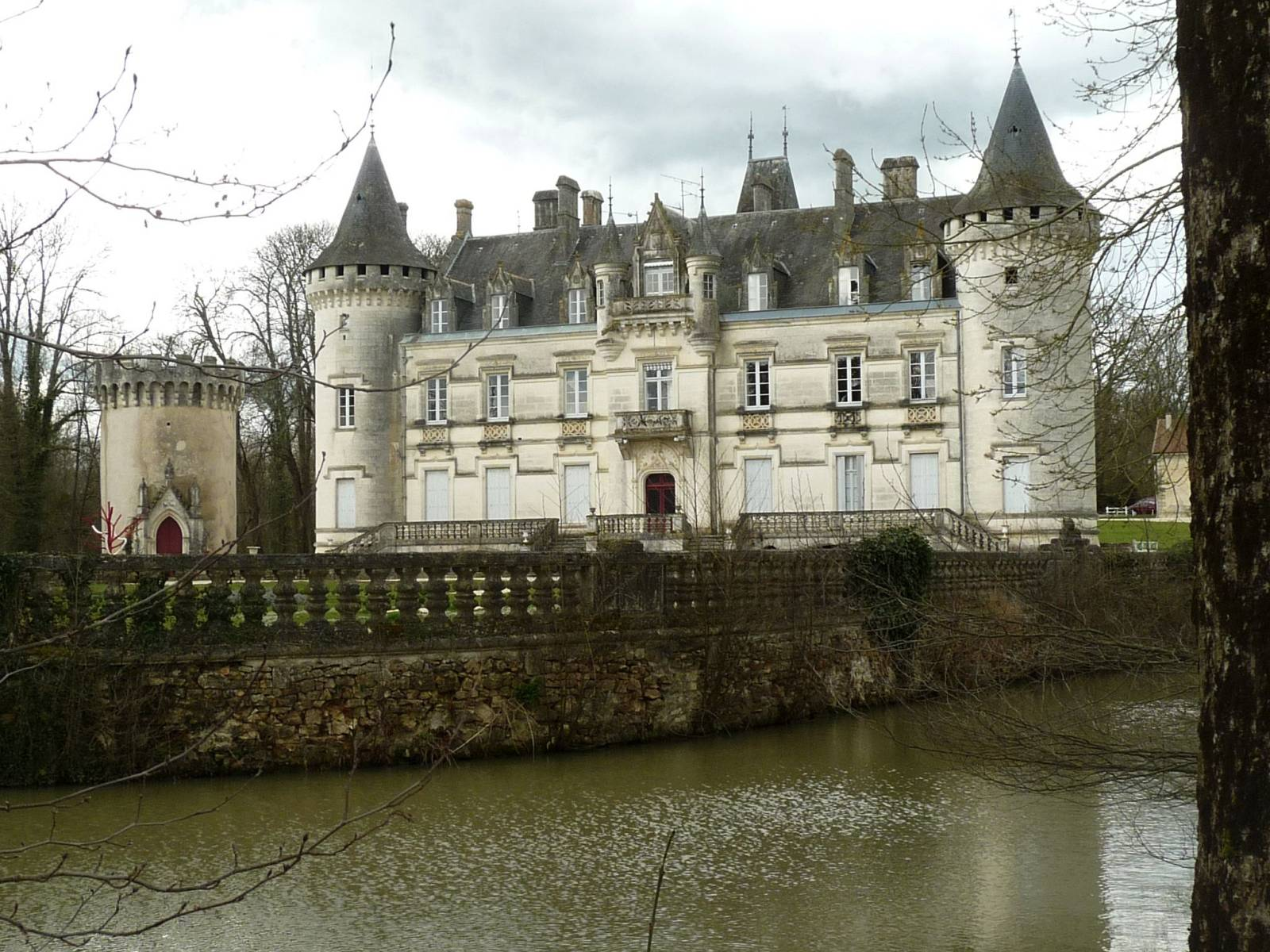
Schloss Nieuil